# Elvira Notari
Elvira Notari, nacida Maria Elvira Giuseppa Coda (Salerno, 10 de febrero de 1875 - Cava de' Tirreni, 17 de diciembre de 1946), la más temprana y prolífica directora de cine femenino de Italia, ha hecho más de sesenta largometrajes y un centenar de documentales.
Sus películas se basan a menudo en formas de drama napolitano, como la sceneggiata, y las rodó en las calles de Nápoles, con actores no profesionales. El toque de realismo de Notari se ha relacionado con el posterior movimiento neorealista.

## Biografía
Hija de Diego Coda y Vignes Agnese, fue de origen social modesto. A Elvira se le permitió asistir a la escuela y llevar a cabo una educación. En la escuela, desarrolló sus habilidades en el uso del lenguaje y esto se muestra en su escritura. Cuando terminó la escuela ella y su familia se trasladaron a Nápoles. Trabajó como "sombrerera", y continuó haciendo sombreros incluso después de que se convirtiera en una directora de cine. Cuando después de algún tiempo se encontró y se casó con Nicola Notari. Tuvieron tres hijos, Eduardo, Dora y María. Con su marido fundó Dora Film. Ha dirigido las películas, mientras trabajaba como camarógrafa. 'Gennariello', nombre artístico de su hijo Eduardo, trabajó como actor en muchas de las películas.